# Napothera albostriata
Napothera albostriata (лат.) (ранее был известен как Rimator albostriatus) — вид птиц из семейства земляных тимелий. Подвидов не выделяют.

## Распространение
Эндемики западной части Суматры.

## Описание
Длина тела 13 см. Небольшие, почти бесхвостые на вид полосатые коричневые птицы с очень длинным, слегка изогнутым вниз клювом, белым горлом и выступающей чёрной скуловой линией. Макушка, затылок и боковые стороны головы тёмно-каштанового цвета с нечёткими прожилками, длинными перьями на спинке, спинка и крылья также тёмно-каштановые коричневые. Подбородок, подмышечная область и горло белые или беловатые, грудка и остальная часть нижней части тела средне-коричневые с охристым оттенком с длинными беловато-охристыми штриховыми прожилками на удлинённых перьях, более широкими и белыми полосами на середине брюшка, коричневыми бёдрами и выступом. Цвет радужных оболочек каштановый, клюв от тёмно-зеленовато-сланцевого до чёрного, ноги от бледно-коричневого до коричневого.
Отличаются от Napothera pasquieri более крупными размерами и более длинным клювом, более тёмной короной с меньшими перьями и меньшим рисунком, бледными кроющими полосками ушей, длинной чёрной скуловой полосой под узкой белёсой полосой, что делает белое горло намного более узким и менее чётким внизу.
Самцы и самки похожи. Неполовозрелые птицы, по всей видимости, не описаны.

## Биология
Предположительно питаются беспозвоночными.